# Майський (Брагінський район)
Майський — (біл. пасёлак Майскі), село (веска) в складі Брагінського району розташоване в Гомельській області Білорусі. Село підпорядковане Вугловській сільській раді і в ньому мешкає 25 чоловік (станом на 2004 рік).
Село Майський розташоване на південному сході Білорусі, у південній частині Гомельської області, неподалік від районного центру Брагіна (за 16 кілометрів північніше).